# Abja-Paluoja
Abja-Paluoja je město v Estonsku v kraji Viljandimaa, asi 7 kilometrů od hranic s Lotyšskem. Z administrativně správního hlediska je součástí obce Mulgi. V roce 2016 zde žilo 1 134 obyvatel. První zmínka o městě pochází z roku 1505. Dříve městem procházela úzkorozchodná železnice, ta však byla roku 1973 zrušena.